# Tapiroidea
Tapiroidea — надродина непарнопалих, до якої входить і сучасний тапір. Члени надродини — від малих до великих ссавців, приблизно схожих на свиню, з короткими, чіпкими мордами. Їх найближчими родичами є інші непарнопалі, зокрема коні та носороги. Таксономічно вони поміщені в підряд Ceratomorpha разом із надродиною носорогових, Rhinocerotoidea. Перші представники Tapiroidea з'явилися в ранньому еоцені, 55 мільйонів років тому.

## Еволюція та природна історія
Перші тапіриди, такі як Heptodon, з'явилися в ранньому еоцені. Вони виглядали дуже схожими на сучасні форми, але були приблизно вдвічі менші та не мали хоботка. Перші справжні тапіри з'явилися в олігоцені, а в міоцені такі роди, як Miotapirus, майже не відрізнялися від сучасних видів. Вважається, що азійські та американські тапіри розійшлися приблизно 20-30 мільйонів років тому, і що тапіри мігрували з Північної Америки та Центральної Америки до Південної Америки приблизно 3 мільйони років тому, як частина Великого американського обміну. Більшу частину своєї історії тапіри були поширені в північній півкулі, де вони вимерли лише 10 000 років тому.
Деякі вчені також вважають, що тапір міг розвинутися від Hyracotherium (палеотерей).

## Таксономія
- Надродина Tapiroidea
  - Родина †Deperetellidae
    - Рід †Bahinolophus
    - Рід †Deperetella
    - Рід †Irenolophus
    - Рід †Teleolophus

  - Родина Tapiridae
    - Рід †Eotapirus
    - Рід †Miotapirus
    - Рід †Nexuotapirus
    - Рід †Paratapirus
    - Рід †Plesiotapirus
    - Рід †Protapirus (син. Tanyops)
    - Рід †Tapiravus
    - Рід Tapirus

  - Родина †Helaletidae
    - Рід †Colodon
    - Рід †Dilophodon
    - Рід †Helaletes
    - Рід †Heptodon
    - Рід †Heteraletes
    - Рід †Paracolodon
    - Рід †Plesiocolopirus
- Розміщення невизначене
  - Рід †Indolophus
  - Рід †Thuliadanta